# أنوال
أنوال هي منطقة وقرية توجد في الريف شمال المغرب وتابعة لإقليم الدريوش، نحو 120 كلم غرب مليلية ومدينة الناظور. هناك، وأثناء حرب الريف، في 21 يوليو، 1921، عانى الجيش الإسباني هزيمة عسكرية خطيرة، والمعروفة باسم «معركة أنوال».
وقرية أنوال معروفة بخصوبتها وتوافر الماء فيها، حتى أنها كانت تلقب في القديم بـ: «شام الريف».يخترقها نهر (الحمّام) يستعمله المزارعون للسقي، ويتقاسمونه أنصبة مستمرة طيلة 24 ساعة..وبوسط القرية سهل شاسع، يعد أهم ثروة لها.. قرية أنوال تتوزع إلى ثلاثة مداشر رئيسية، وهي:
- 1-مدشر (إيوشيخن) وهذا أكبر المداشر وأوفرها دخانا (763دخان تقريبا) ينتهي نسبهم إلى سيدي أحمد وشيخ

2-مدشر (إشرقين) وهذا أوسطها
3-مدشر (دهار أُشرقي) وهو أصغر المداشر الثلاثة،
وأبرز معالم أنوال:
- جبل إيزيرن الذي وقعت فيه معركة أنوال الشهيرة بين الريفيين بقيادة الأمير عبد الكريم الخطابي، وبين الإسبان بقيادة الجنرال سلفستري.
- الضيعة الكبرى التي يسميها أهلها بـ «غرانخا».
- المدرسة الأثرية الإسبانية الكائنة بآيت بوزيان
- الموقع الأثري «سيدي امحمد» والذي لا يزال يحتاج إلى التنقيب والاهتمام.. والذي كان يسكنه بني النور.. وقد وجدت بعض آثارهم في مطامير تحت الأرض: مثل أواني ذهبية وفضية وغير ذلك... وتوجد بها حوالي 500 مطمورة...
- الزاوية القادرية التي أسسها بها الشيخ الرباني أحمد بن عبد الله القادري البغدادي.. وقد ظهرت له فيها كرامات لا تزال العامة ترويها بالتواتر.
وأغلب سكان قرية أنوال مهاجرين في أوروبا..لذلك غلب عليها العمران الحديث.

## المصدر
- موقع تمسمان على شبكة الانترنيت